# Altenkirchen (Braunfels)
Altenkirchen (Ausspracheⓘ) ist ein Ortsteil der Stadt Braunfels im mittelhessischen Lahn-Dill-Kreis.

## Geografie
Der Ort liegt im nordöstlichen Taunus (östlicher Hintertaunus), südlich der Kernstadt von Braunfels und direkt an der Kreisgrenze zum Landkreis Limburg-Weilburg. Der Ort selbst liegt auf 249 bis 285 Metern Höhe. Höchster Punkt bei Altenkirchen ist die Kanzel mit 326 Metern (über NN).
Nachbarorte sind Möttau (südlich), Bermbach (nordwestlich), Philippstein (nordwestlich), Neukirchen (nordöstlich) und Niederquembach (nordöstlich).

## Geschichte

### Ortsgeschichte
Im Jahr 912 wurde Altenkirchen in einer Schenkungsurkunde von Konrad I. als Altinchirihha zusammen mit Neukirchen und weiteren Ortschaften erwähnt. Bis 1335 war der Ort im Besitz der Grafen von Solms. Danach wurde er dem Herzogtum Nassau unterstellt. Im Jahr 1609 entstand in Altenkirchen die erste Eisenerzgrube, die einen neuen Berufszweig für die Einwohner bedeutete. Durch den Siebenjährigen Krieg bewegt, emigrierten einige Einwohner von Altenkirchen daraufhin nach Amerika und Russland. 1867 wurde das eigenständige Dorf preußisch und gehörte zum neugegründeten Oberlahnkreis.
Hessische Gebietsreform (1970–1977)
Als sich im Zuge der Gebietsreform in Hessen der Oberlahnkreis mit dem Kreis Limburg zum 1. Juli 1974 vereinigte, wurden die bis dahin selbständigen Gemeinden  Altenkirchen wie Philippstein kraft Landesgesetz als Stadtteile nach Braunfels eingemeindet und gehörte seitdem zum Landkreis Wetzlar, bis dieser aufgelöst wurde und am 1. Januar 1977 der Lahn-Dill-Kreis entstand.
Für alle Stadtteile von Braunfels wurden Ortsbezirke per Hauptsatzung gebildet.

### Verwaltungsgeschichte im Überblick
Die folgende Liste zeigt die Staaten und Verwaltungseinheiten, denen Altenkirchen  angehört(e):
- 912: Lahngau (in pago Loganacgovve), Altinchirihha [MGH DD Konrad I, Nr. 8][7]
- vor 1806 Heiliges Römisches Reich, Grafschaft/Fürstentum Nassau-Weilburg, Amt Weilmünster
- ab 1806: Herzogtum Nassau,[Anm. 2] Amt Weilmünster
- ab 1815: Herzogtum Nassau, Amt Weilburg
- ab 1849: Herzogtum Nassau, Kreisamt Hadamar[Anm. 3]
- ab 1854: Herzogtum Nassau, Amt Weilburg
- ab 1867: Norddeutscher Bund,[Anm. 4] Königreich Preußen,[Anm. 5] Provinz Hessen-Nassau, Regierungsbezirk Wiesbaden, Oberlahnkreis[Anm. 6]
- ab 1871: Deutsches Reich, Königreich Preußen, Provinz Hessen-Nassau, Regierungsbezirk Wiesbaden, Oberlahnkreis
- ab 1918: Deutsches Reich (Weimarer Republik), Freistaat Preußen, Provinz Hessen-Nassau, Regierungsbezirk Wiesbaden, Oberlahnkreis
- ab 1944: Deutsches Reich, Freistaat Preußen, Provinz Nassau, Oberlahnkreis
- ab 1945: Amerikanische Besatzungszone,[Anm. 7] Groß-Hessen, Regierungsbezirk Wiesbaden, Oberlahnkreis
- ab 1946: Amerikanische Besatzungszone, Land Hessen, Regierungsbezirk Wiesbaden, Oberlahnkreis
- ab 1949: Bundesrepublik Deutschland, Land Hessen, Regierungsbezirk Wiesbaden, Oberlahnkreis
- ab 1968: Bundesrepublik Deutschland, Land Hessen, Regierungsbezirk Darmstadt, Oberlahnkreis
- ab 1974: Bundesrepublik Deutschland, Land Hessen, Regierungsbezirk Darmstadt, Kreis Wetzlar, Stadt Braunfels[Anm. 8]
- ab 1977: Bundesrepublik Deutschland, Land Hessen, Regierungsbezirk Darmstadt, Lahn-Dill-Kreis, Stadt Braunfels
- ab 1981: Bundesrepublik Deutschland, Land Hessen, Regierungsbezirk Gießen, Lahn-Dill-Kreis, Stadt Braunfels

## Bevölkerung

### Einwohnerentwicklung
| Altenkirchen: Einwohnerzahlen von 1834 bis 2020 | Altenkirchen: Einwohnerzahlen von 1834 bis 2020 | Altenkirchen: Einwohnerzahlen von 1834 bis 2020 | Altenkirchen: Einwohnerzahlen von 1834 bis 2020 | Altenkirchen: Einwohnerzahlen von 1834 bis 2020 |
| --- | ----------------------------------------------- | ----------------------------------------------- | ----------------------------------------------- | ----------------------------------------------- |
| Jahr |                                                 |                                                 |                                                 | Einwohner                                       |
| 1834 | 1834                                            |                                                 | 413                                             | 413                                             |
| 1840 | 1840                                            |                                                 | 424                                             | 424                                             |
| 1846 | 1846                                            |                                                 | 470                                             | 470                                             |
| 1852 | 1852                                            |                                                 | 498                                             | 498                                             |
| 1858 | 1858                                            |                                                 | 485                                             | 485                                             |
| 1864 | 1864                                            |                                                 | 491                                             | 491                                             |
| 1871 | 1871                                            |                                                 | 549                                             | 549                                             |
| 1875 | 1875                                            |                                                 | 568                                             | 568                                             |
| 1885 | 1885                                            |                                                 | 585                                             | 585                                             |
| 1895 | 1895                                            |                                                 | 524                                             | 524                                             |
| 1905 | 1905                                            |                                                 | 515                                             | 515                                             |
| 1910 | 1910                                            |                                                 | 559                                             | 559                                             |
| 1925 | 1925                                            |                                                 | 568                                             | 568                                             |
| 1939 | 1939                                            |                                                 | 563                                             | 563                                             |
| 1946 | 1946                                            |                                                 | 732                                             | 732                                             |
| 1950 | 1950                                            |                                                 | 720                                             | 720                                             |
| 1956 | 1956                                            |                                                 | 671                                             | 671                                             |
| 1961 | 1961                                            |                                                 | 661                                             | 661                                             |
| 1967 | 1967                                            |                                                 | 645                                             | 645                                             |
| 1980 | 1980                                            |                                                 | ?                                               | ?                                               |
| 1990 | 1990                                            |                                                 | ?                                               | ?                                               |
| 2000 | 2000                                            |                                                 | ?                                               | ?                                               |
| 2011 | 2011                                            |                                                 | 765                                             | 765                                             |
| 2020 | 2020                                            |                                                 | 770                                             | 770                                             |
| Datenquelle: Historisches Gemeindeverzeichnis für Hessen: Die Bevölkerung der Gemeinden 1834 bis 1967. Wiesbaden: Hessisches Statistisches Landesamt, 1968. Weitere Quellen: LAGIS; Gemeinde Braunfels; Zensus 2011 |                                                 |                                                 |                                                 |                                                 |

### Einwohnerstruktur 2011
Nach den Erhebungen des Zensus 2011 lebten am Stichtag dem 9. Mai 2011 in Altenkirchen 765 Einwohner. Darunter waren 21 (2,7 %) Ausländer.
Nach dem Lebensalter waren 129 Einwohner unter 18 Jahren, 273 zwischen 18 und 49, 201 zwischen 50 und 64 und 165 Einwohner waren älter.
Die Einwohner lebten in 318 Haushalten. Davon waren 81 Singlehaushalte, 96 Paare ohne Kinder und 108 Paare mit Kindern, sowie 30 Alleinerziehende und 6 Wohngemeinschaften. In 57 Haushalten lebten ausschließlich Senioren und in 201 Haushaltungen lebten keine Senioren.

### Historische Religionszugehörigkeit
Quelle: Historisches Ortslexikon
- 1885: 584 evangelische (= 99,83 %), ein katholischer (= 0,17 %) Einwohner
- 1961: 600 evangelische (= 90,77 %), 54 römisch-katholische (= 8,17 %) Einwohner

## Politik
Für Altenkirchen gibt es einen Ortsbeirat mit einem Ortsvorsteher. Der Ortsbeirat besteht aus fünf Mitgliedern, wovon seit der Kommunalwahlen in Hessen 2016 vier Mitglieder von der CDU und ein Mitglied von der SPD gestellt werden. Der Ortsvorsteher ist Sascha Knöpp (CDU).

## Verkehr und Infrastruktur

### Verkehr
Westlich von Altenkirchen verläuft die Bundesstraße 456, die über die Kreisstraße 372 zu erreichen ist. Die K 372, die in östlicher Richtung von der L 3283 bei Neukirchen abzweigt, ist gleichzeitig die Hauptstraße des Orts und wird als Lange Straße geführt. Von ihr zweigt in Altenkirchen die K 425 nach Möttau ab und nach etwa einem Kilometer westlich der Ortschaft auch die K 379 nach Philippstein.

### Öffentliche Einrichtungen
Die Freiwillige Feuerwehr Altenkirchen sorgt für den abwehrenden Brandschutz und die allgemeine Hilfe in diesem Ort.
In der Ortschaft existiert neben einem Kindergarten und einer eigenen Mehrzweckhalle auch eine evangelische Kirche.

### Diabas-Steinbruch Altenkirchen

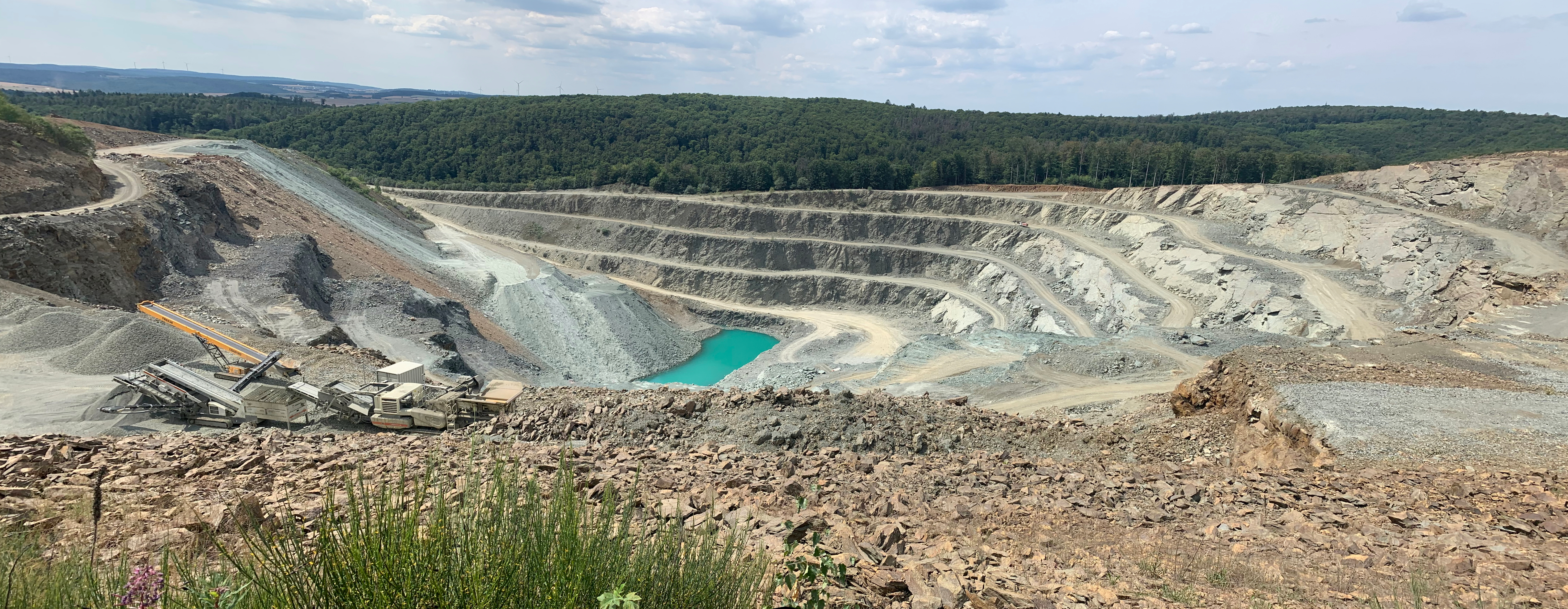
Diabas-Steinbruch Altenkirchen

An der Kreisstraße 379 zwischen Altenkirchen und Philippstein wird in großem Umfang Diabas abgebaut. Die jährliche Produktion an Schotter beträgt etwa 1 Million Tonnen. Das Gestein wird in einem benachbarten, stillgelegten Steinbruch weiterverarbeitet. Oberhalb des Steinbruchs besteht ein Aussichtspunkt „Guck ins Loch“.